# Günter Kochan
(Hans) Günter Kochan (født 2. oktober 1930 i Luckau, død 22. februar 2009 i Neuruppin, Tyskland) var en tysk komponist.
Kochan hører til det 20. århundredes vigtige tyske komponister. Han blev undervist af Hanns Eisler.
Han har skrevet 6 symfonier, kammermusik, koncerter, klaverstykker, vokalværker etc.
Kochan var inspireret af Johannes Brahms, Paul Hindemith og Béla Bartók. Han hørte til avantgardekomponisterne.

## Udvalgte værker
- Symfoni nr. 1 (1963-1964) - for kor og orkester
- Symfoni nr. 2 (1967-1968) - for orkester
- Symfoni nr. 3 (1972) - for sopran og orkester
- Symfoni nr. 4 (1983-1984) - for orkester
- Symfoni nr. 5 (1985-1987) - for orkester
- Symfoni nr. 6 (2003-2006) - for orkester
- Sinfonietta nr. 1 (1960) - for orkester
- Sinfonietta nr. 2 (2002) - for strygeorkester